# Park Oruński

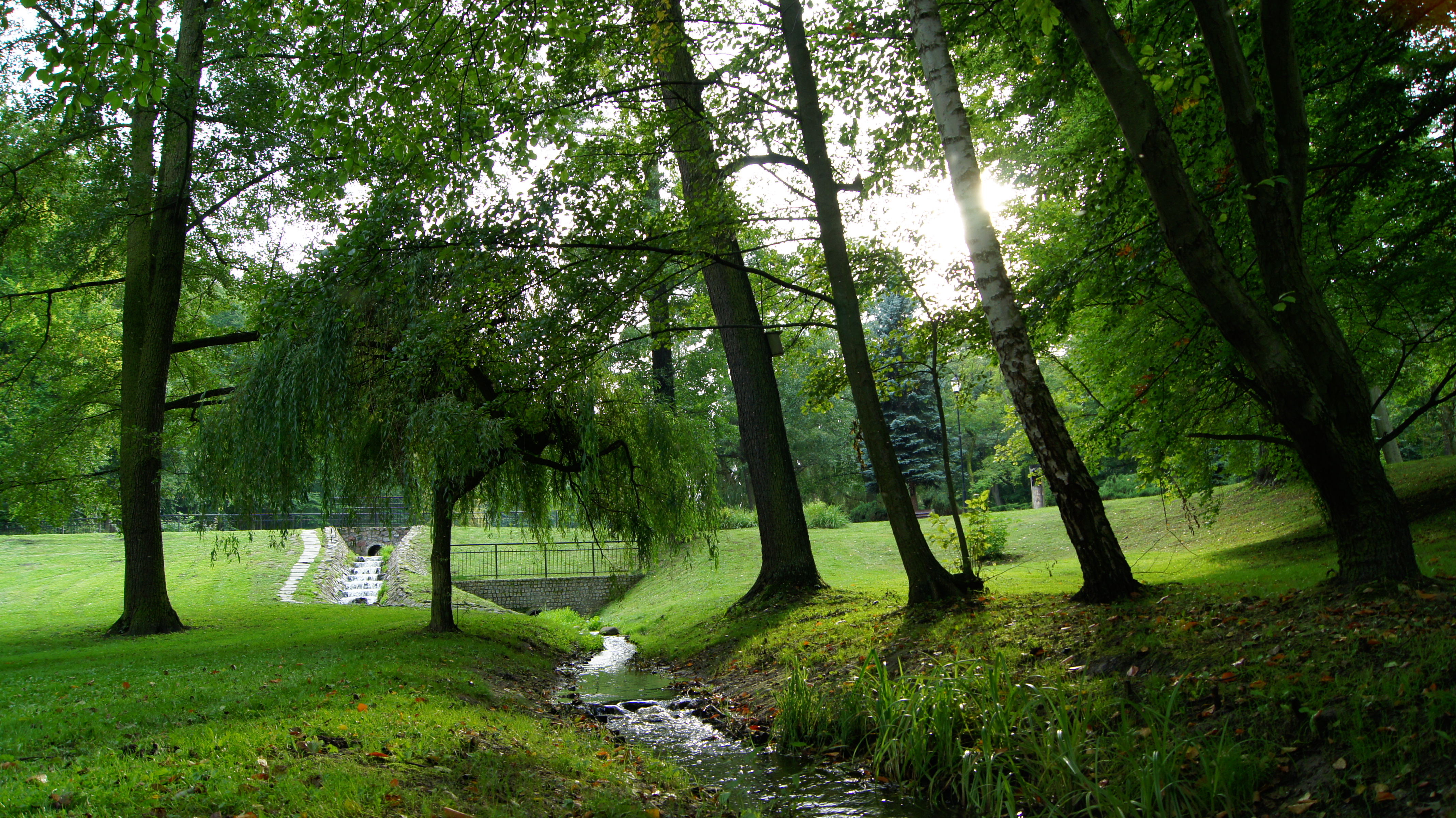
Park Oruński

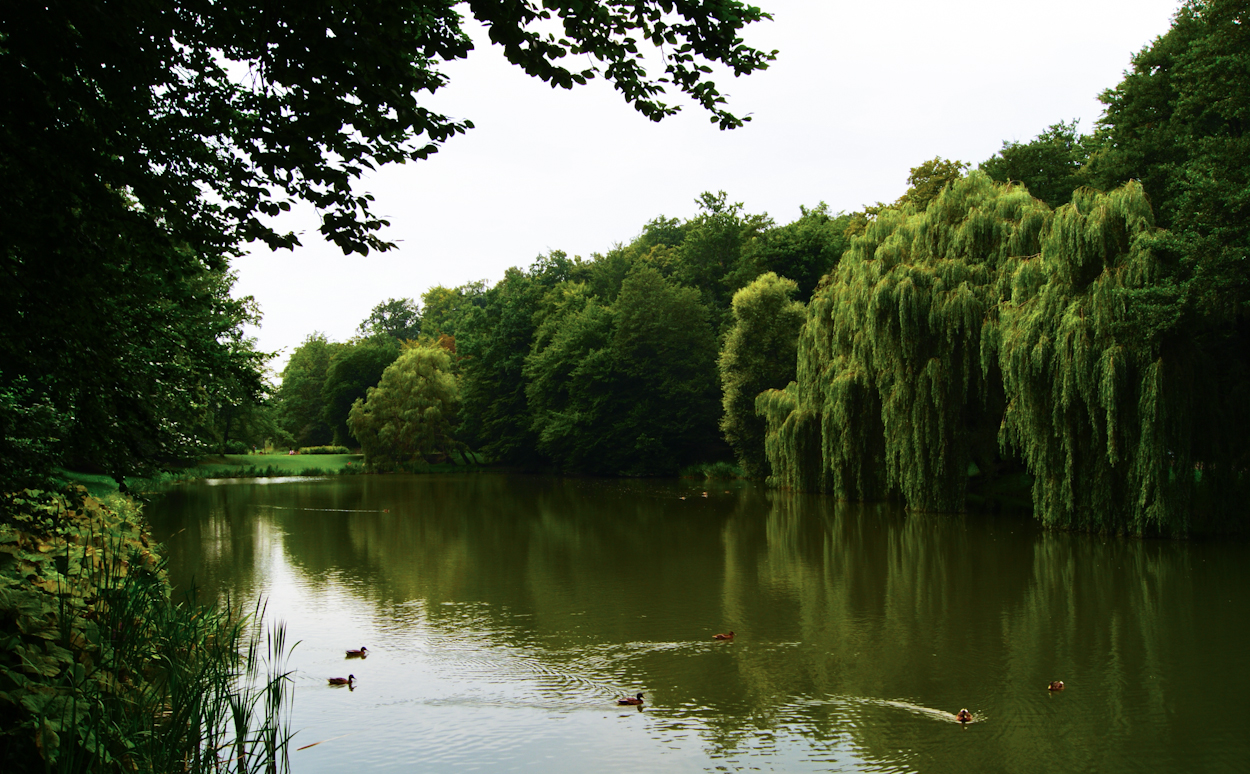
Der größere Teich

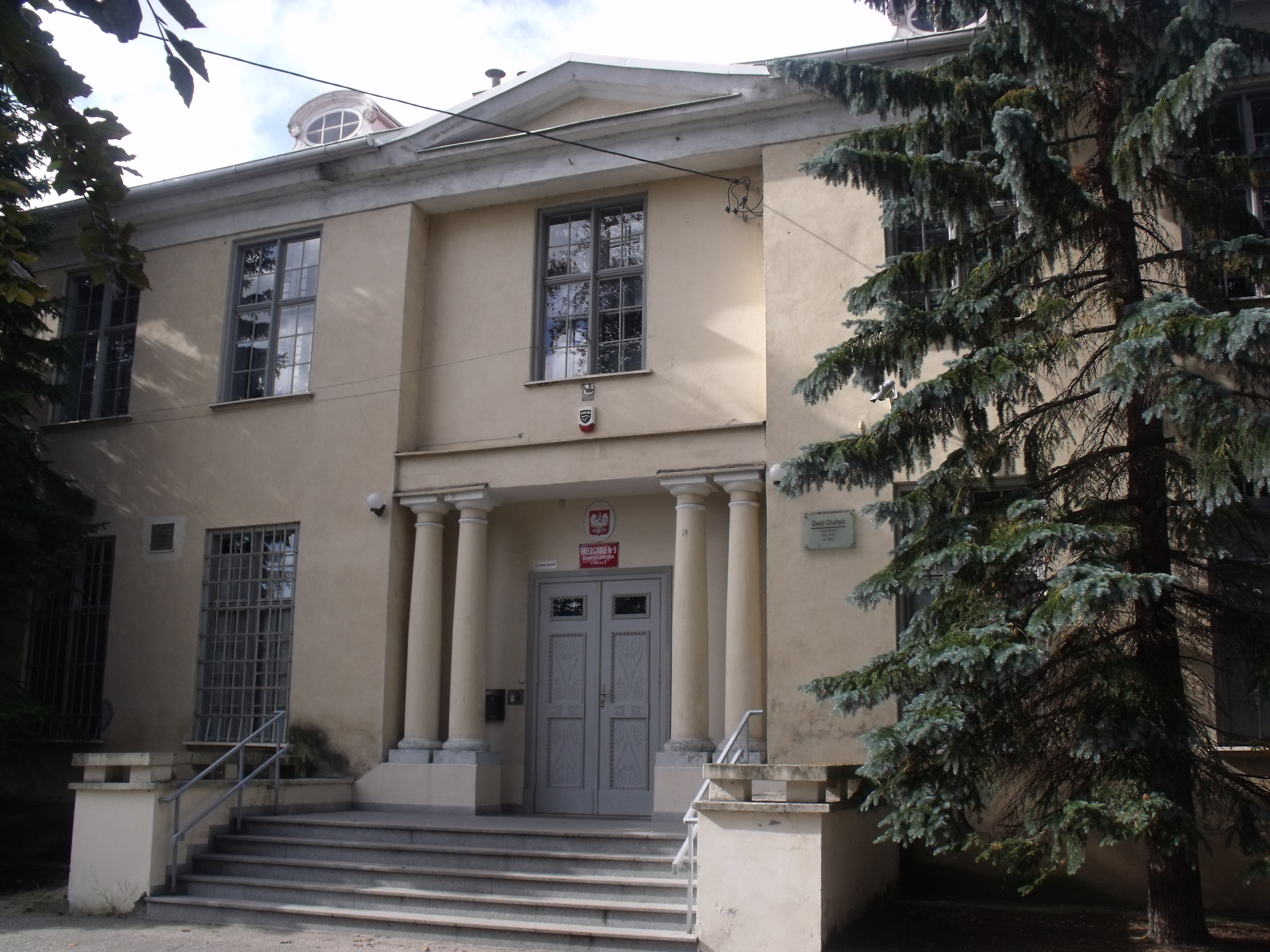
Herrenhaus

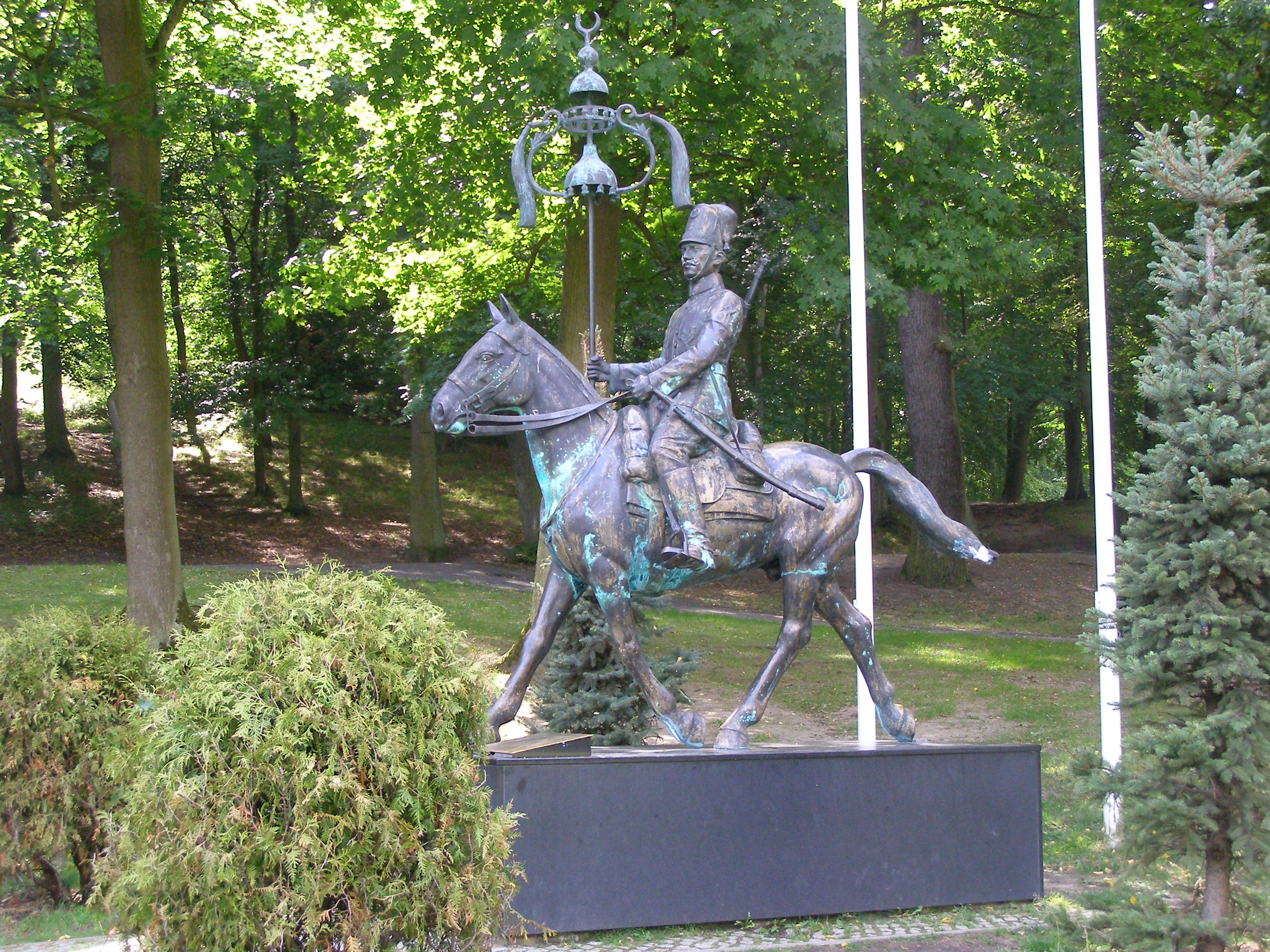
Denkmal der tatarischen Reiter

Der Park Oruński (Hoenepark, übersetzt: Park von Ohra) ist ein Park in Danzig (Gdańsk) in Polen. Er liegt heute im Stadtbezirk Orunia-Św. Wojciech-Lipce und gehört mit 19 Hektar Fläche zu den größten und schönsten Parks der Stadt. Bis zur Eingemeindung 1933 war Ohra (Orunia) eine selbständige Landgemeinde im Landkreis Danziger Höhe.

## Geschichte
Im 16. Jahrhundert befanden sich in der Nähe Ohras Landsitze Danziger Patrizierfamilien. Zu Beginn des siebzehnten Jahrhunderts kam das Herrenhaus in die Hände des Bürgermeisters Bartholomäus Schachmann. Er war der Erste, der hier einen Park mit Teichen und Wasserläufen anlegte. Von 1685 bis 1779 war das Anwesen im Besitz der Familie Groddeck. König August der Starke war 1698 bei ihnen zu Gast.
Während der russischen Belagerung von Danzig richtete 1734 russische Generalfeldmarschall Münnich hier sein Hauptquartier ein, es ist der Ort an dem vermutlich auch die Danziger Kapitulation unterzeichnet wurde.
Der Botaniker Gottfried Reyger gestaltete von 1780 bis 1788 den Park zu einem botanischen Garten um. Während der Napoleonischen Kriege wurde die Anlage 1813 zerstört. Seitdem wird ein Hügel Berg der Tränen (Góra Łez) genannt.
Danach wurde der Park, als Sommersitz der Danziger Kaufmannsfamilie Hoene, wieder in Stand gesetzt. 1918 vermachte ihn Emiie Hoene der Gemeinde, über die er 1933 in den Besitz Stadt Danzig kam.
Der Park ist Sitz des Nationalen Zentrums für die Kultur der polnischen Tataren (Narodowe Centrum Kultury Tatarów Rzeczypospolitej Polskiej im. Leona Mirzy Kryczyńskiego). Die Einrichtung will an die mehr als 600-jährige Geschichte und Kultur der polnischen Tataren erinnern, dazu gehört auch eine kleine Moschee. Im Jahr 2010 weihte der polnische Staatspräsident Komorowski ein Tatarendenkmal ein.

## Anlage

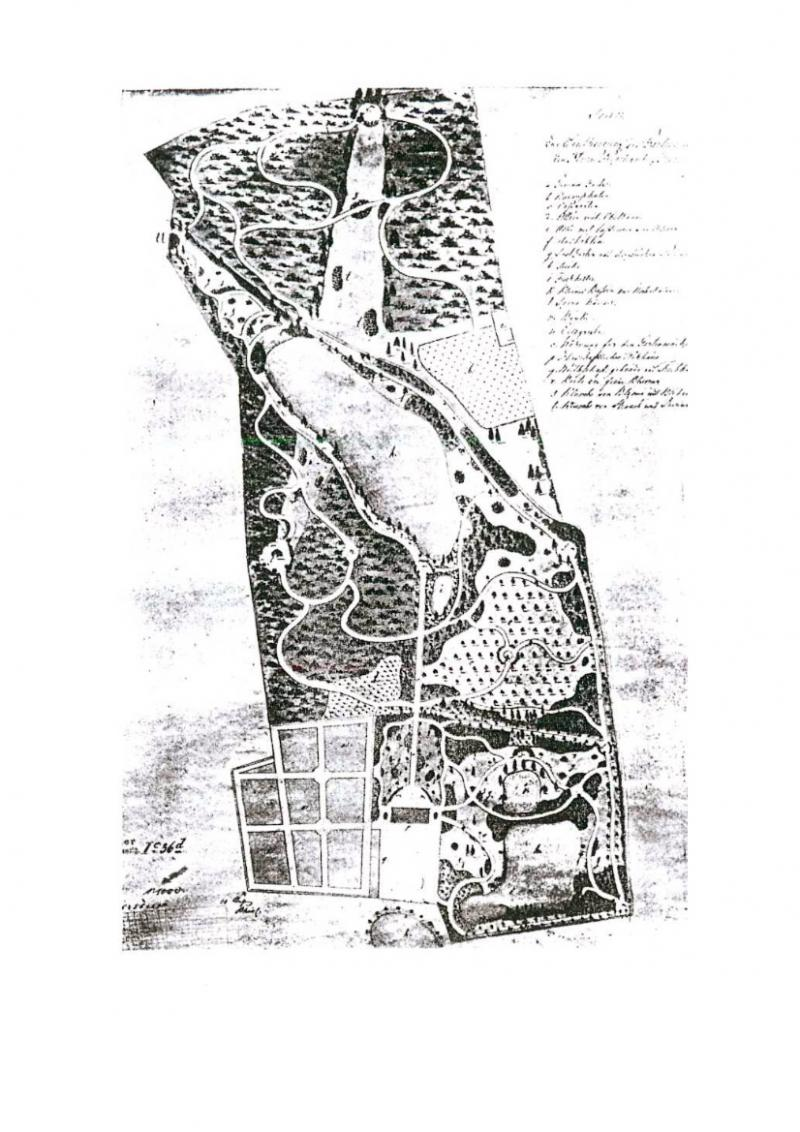
Plan des Parks (1860)

Der Park ist heute im Stil eines Landschaftsgartens gestaltet. Der Ohraer Bach (Potok Oruński) wurde durch den Park geleitet, um einen kleinen Wasserfall zu schaffen. Der Bach mündet in den Radaunekanal, der die Ostgrenze des Parks darstellt. Auch zwei Teiche gehören zu den Gewässern.

### Naturdenkmale
Der Park hat 6 geschützte Naturdenkmale in seinem Bestand.

### Denkmale
- Herrenhaus, heute Kindergarten Nr. 9
- Stallungen
- Eiskeller aus dem 17. Jahrhundert
- Tatarendenkmal.